# Moïse Inandjo
Moïse Inandjo de son vrai nom à l'état civil Olouwadara Inandjo, né le 20 juillet 1981 à Kaboli dans la préfecture de Tchamba au Togo, est  un écrivain, romancier, nouvelliste et essayiste togolais.
Il s'est fait connaître à travers l'engagement de ses œuvres littéraires touchant certaines couches socio-économiques liées à l'exode rural, le VIH/SIDA, parmi lesquelles figurent Sur les routes sanglantes de l'exil et le mirage des réseaux sociaux,qui sont intégrées aux programmes scolaires du Togo,,et Sarafina ou un destin brisé que Plan International Togo et le Réseau des Journalistes et Communicateurs Spécialisés en Éducation (RJCE-Togo), ont mis à la disposition des élèves avec objectif de les sensibiliser contre les grossesses précoces et les violences basées sur le genre,.
Il est aussi fonctionnaire au Haut-Commissariat des Nations-Unies pour les Réfugiés au Tchad et au Cameroun,

## Biographie

### Études et début de carrière
Il est originaire de Kaboli, un village situé à l'est du Togo, mais a principalement fait ses études primaires et secondaires à Sokodé jusqu'à obtention de son baccalauréat littéraire en 2001. Il entre ensuite à l'école supérieure de Philosophie et des Sciences Humaines, avant d'aller à l'Université de Lomé pour obtenir sa maîtrise en philosophie politique et éthique, ainsi qu'une licence en sciences de l’éducation.
Il enchaîne des travaux comme professeur de philosophie, censeur au lycée et attaché de Cabinet au Ministère de l'action sociale et de la Solidarité Nationale au Togo, c'est à la suite de son observation sur les vices de la société qui l'amena à écrire son premier roman intitulé: Prostituée, ma sœur en 2006.

### Carrière professionnelle au UNHCR

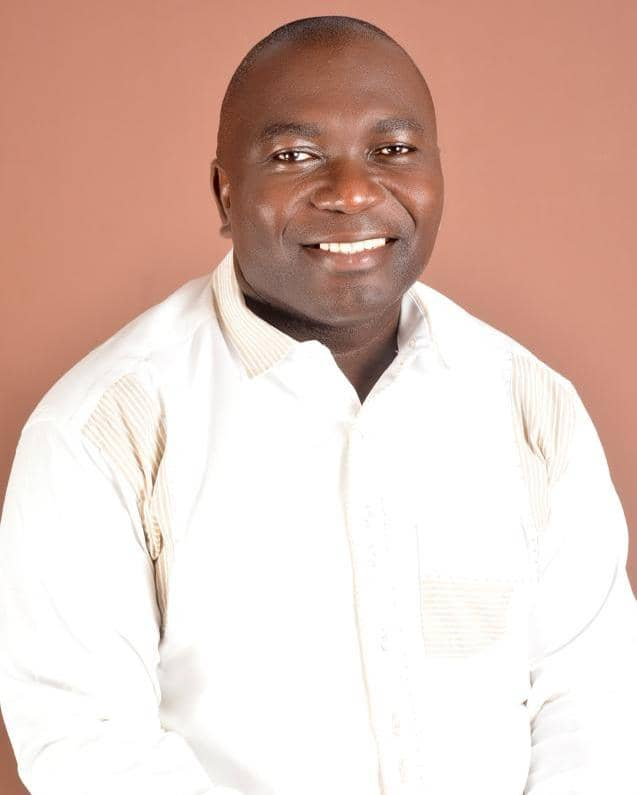
Moise Inandjo en mode portrait

En 2014, Moïse entame sa carrière professionnelle internationale comme Coordination Nationale d’Assistance aux Réfugiés (CNAR) ensuite administrateur associé à l’éducation à l’est du Tchad et au Haut-Commissariat des Nations-Unies pour les Réfugiés. Il continuera au sein de cette organisation de 2017 à 2020 respectivement comme administrateur chargé des relations extérieures, administrateur chargé de liaison avec le gouvernement et administrateur chargé de la mise en œuvre du Pacte mondial pour les réfugiés à N'Djamena au Tchad,.
Depuis décembre 2020, il travaille pour la même organisation au bureau de Yaoundé au Cameroun où il est administrateur chargé de la coordination inter-agences et des partenariats.

## Action caritative
- 2025 : Journée d’échanges avec un don de 1000 livres organisé avec l'association dynamique Femmes d'Actions (FA) le 11 avril au Collège Protestant Tokoin[30] à Lomé animé par des prestations des artistes comme King Bala et du Pasteur Zomino[31],[32].

## Prix et distinctions
- 2006 : Prix de l’indépendance au Togo Année Senghor avec le roman Prostituée, ma sœur[5],[6],[2].

## Œuvres littéraires

### Ouvrages
- Le mirage des réseaux sociaux (Essai), Dakar, Éditions Le Carré Culturel, 2024 (ISBN 9782494819047)[33],[34].
- Prostituée, ma sœur (Essai), Lomé, Éditions la Rose Bleue, 2006, 118 p., 19 × 19 cm (ISBN 2914567154 et 9782914567152)[35],[1],[2].
- Moïse Inandjo (préf. Sénam Solange Toussa-Ahoss, postface Kodzo Adzewoda Vondoly), Condamnés à ne jamais naitre (Nouvelle), Lomé, Éditions Continents, 29 juillet 2013, 151 p. (ISBN 9782918706083), chap. 11[23],[36].
- Le retour de l’ex (Roman), Lomé, Éditions Continents, 17 octobre 2014[1].
- Des espoirs abandonnés (Essai), Lomé, Éditions Continents, 17 octobre 2014[37],[3].
- Sur les routes sanglantes de l’exil (préf. Steve Bodjona) (Roman), Lomé, Éditions Continents, coll. « Collection Cris de cœur », 17 octobre 2014, 114 p., 19 × 19 cm (ISBN 9782918700807 et 2918700800, OCLC 898286500, LCCN 2015371085)[38],[37],[2].
- Le journal intime d'un étudiant séropositif (Nouvelle), Lomé, Éditions Saint Augustin Afrique, 2010, 116 p. (ISBN 9782846931069)[12].
- Lys-Marita ou le viol d’une mineure (Nouvelle), Lomé, Éditions Awoudy, 2011, 46 p., 20 × 20 cm[39],[40].
- Cicatrices d’amour (Roman), Lomé, Éditions Awoudy, 2016 (réimpr. 2021), 130 p. (ISBN 2373160064, 9782373160062 et 9791091011884)[41].
- Nourah, la martyre de l'adolescence (Essai), Lomé, Éditions Continents, 17 octobre 2014 (réimpr. 2021) (ISBN 978-99982-56-02-6)[42].
- Moïse Inandjo et Solange Toussa-Ahoss, Sarafina ou un destin brisé (Essai), Lomé, Éditions Continents, 2022[20],[43].